# القوات البحرية (ألمانيا النازية)
القوات البحرية أو كريغسمارينه (تُلفظ بالألمانية: [ˈkʁiːksmaˌʁiːnə]، حرفيا «الحرب البحرية») كانت بحرية ألمانيا النازية من 1935 إلى 1945. كانت هذه البحرية متفوقة على كلا من البحرية الإمبراطورية الألمانية في الحرب العالمية الأولى التابعة للإمبراطورية الألمانية (1871-1918) وبحرية ما بين الحرب رايخ مارين (1919-1935) التابعة لجمهورية فايمار. كريغسمارينه هي واحدة من ثلاثة فروع رسمية، إلى جانب هيير (الجيش) ولوفتفافه (القوات الجوية) تابعة للفيرماخت، القوات المسلحة الألمانية من 1933 إلى 1945.
نمت البحرية بسرعة كبيرة خلال عملية إعادة التسلح بقيادة الحزب النازي في الثلاثينيات، في انتهاك صارخ لمعاهدة فرساي، حدت معاهدة عام 1919 من حجم البحرية الألمانية سابقًا، وتم حظر بناء الغواصات. تم نشر سفن كريغسمارينه في المياه الإسبانية خلال الحرب الأهلية الإسبانية (1936-1939) تحت ستار فرض عدم التدخل، لكنها في الواقع دعمت القوميين بقيادة الجنرال فرانكو ضد الجمهوريين الإسبان.
أقترح الأدميرال ريدر قائد القوات البحرية الألمانية على هتلر مخططين لتطوير الأسطول الألماني، وكان الأول يقضي بزيادة بناء الغواصات في أقرب وقت ممكن. أما الثاني فسمي بالخطة زد، التي طلب تنفيذها في يناير 1939. ومع أن الغواصات كانت هي القوة الضاربة عند هتلر لكنه اختار الخطة زد والتي ركزت الاهتمام على السفن الضخمة وحدت من بناء الغواصات بأعداد كبيرة، كما أقرت الخطة ألا تكون هناك حرب في غضون السنوات العشر المقبلة أي حتى عام 1948. وفورا في يناير كانون الثاني من عام 1939 أمر بتنفيذ الخطة زد، ووضعت نصب عينيها أن تعادل قدرات البحرية الألمانية مع نظيرتها البحرية الملكية البريطانية بحلول عام 1944 بدلا من عام 1948. عندما اندلعت الحرب العالمية الثانية في سبتمبر عام 1939، تم تعليق الخطة زد لصالح برنامج بناء الغواصات (يو بوت) بدلاً من بناء السفن الحربية السطحية وتم إعطاء القوات البرية والجوية أولوية الموارد الاستراتيجية. كانت البحرية البريطانية تفوق نظيرتها الألمانية بنسبة 9 إلى 1. ولهذا كانت المشكلة الأكثر مشقة لالمانيا في حماية اسطول الغزو لديها هو صغر حجم قواتها البحرية. وبالفعل فقد كانت عدديا اصغر من القوات البحرية الملكية البريطانية. فقد فقدت جزء كبير من الوحدات السطحية (أي شئ فوق يعمل فوق الماء من سفن وغيرها) الحديثة خلال الحملة النرويجية في أبريل 1940. أما خسائر كاملة أو اضرار شديدة بسبب المعارك. كذلك تم خسارة اثنان من الطرادات الخفيفة واصابة 10 مدمرات بالشلل.
كما كانت هذه السفن الحربية بالذات الأكثر ملائمة للغزو خلال القناة الضيقة حيث من المحتمل ان يحدث الغزو. فقد كانت غواصات يو الألمانية المستخدمة لاحقا اقوي اذرع البحرية لتاييد ودعم العبور والإنزال حيث أستخدمت في الاصل لتدمير ومهاجمة السفن. لذلك عادت ألمانيا وركزت على بناء سلاح الغواصات لديها، وظهر ذلك جليا في أنها قامت ببناء حوالي 1095 في الفترة منذ الأول من شهر يناير لعام 1940 وحتى الثامن من شهر مايو 1945 أي أن ألمانيا قامت ببناء ما يقارب أكثر من 200 غواصة في السنة بعد أن بدأت الحرب العالمية الثانية بـ 57 غواصة منها 23 غواصة فقط داخل الخدمة. مع أنه في ذلك الوقت كانت بريطانيا تمتلك 65 غواصة وفرنسا 78 منها.
كان القائد الأعلى لكريسمارينه (كما هو الحال بالنسبة لجميع فروع القوات المسلحة الأخرى خلال الحقبة النازية) هو «الفوهرر» أدولف هتلر، الذي مارس سلطته من خلال القيادة العليا للبحرية. كانت الغواصات أهم القطع البحرية للكريغسمرينه حيث تم بناء معظمها بعد أن تم التخلي عن الخطة زد في بداية الحرب العالمية الثانية. عين هتلر الأميرال كارل دونيتس قائداً لسلاح الغواصات وهو بحارٌ سابقٌ مغمور شارك في معارك الغواصات أثناء الحرب العالمية الأولى، حيث كان قائداً بارعاً استطاع أن يغير كلياً شكل حرب الغواصات. تم تجميع الزمر الذئبية بسرعة بمجموعات من الغواصات التي هاجمت القوافل البريطانية خلال النصف الأول من معركة الأطلسي، ولكن تم التخلي عن هذا التكتيك إلى حد كبير بحلول مايو 1943 عندما تصاعدت خسائر الغواصات. كما تم أستخدام القطع البحرية السطحية الأخرى (ومنها الطرادات المساعدة) لتعطيل سفن شحن الحلفاء في السنوات الأولى من الحرب، والأكثر شهرة من بين هؤلاء هم الطرادات الثقيلة الاميرال جراف شبي وإدميرال شير والبارجة بسمارك. لكن مع دخول قوافل حماية لحماية قوافل الشحن وخاصة في المحيط الأطلسي، قلل إلى حد كبير من فعالية مهاجمة وغغراق القوافل التجارية.
بعد الحرب العالمية الثانية في عام 1945، تم تقسيم سفن سلاح بحرية ألمانيا النازية كريغسمرينه المتبقية بين الحلفاء، وكانت تستخدم لأغراض مختلفة منها ازالة الالغام.

## التاريخ

### ما بعد الحرب العالمية الأولى
بموجب شروط معاهدة فرساي لعام 1919، حددت قوة البحرية الألمانية بـ 15 ألف جندي مع منعها من بناء غواصات والبوارج الحربية وحاملات الطائرات، والاكتفاء بقطع بحرية لا تتعدى الـ 10 ألاف طن لمراقبة السواحل، وستة طرادات واثني عشر مدمرة واثني عشر زورق طوربيد. كما تم تحريم على ألمانيا بناء أي قوة جوية، لذلك لا يمكن أن يكون لألمانيا أي طيران بحري. بموجب المعاهدة يمكن لألمانيا بناء سفن جديدة فقط لتحل محل السفن القديمة. تم نقل جميع القطع البحرية المسموح بها والقوة البشرية من كايزرليش مارين الذي أعيدت تسميته إلى الرايخ مارين.
منذ البداية، عملت ألمانيا على التحايل على القيود العسكرية لمعاهدة فرساي. من خلال الشركات الوهمية المملوكة لألمانيا، واصل الألمان تطوير غواصات يو من خلال مكتب تصميم الغواصات في هولندا (أي في أس) وبرنامج أبحاث الطوربيد في السويد حيث تم تطوير طوربيد جي7إي. تأسست شركات وهمية مثل MEFO من أجل تمويل إعادة التسلح. كما أنشأت منظمات سرية مثل ’’’Verkehrsfliegerschule إي مدرسة الطيران’’’ تحت ستار المدنية من أجل تدريب الطيارين تدريبًا عسكريًا. أحدثت عملية إعادة التسلح انتعاشة مفاجئة في الحالة المادية لكثير من المصانع في ألمانيا. بعض الشركات الصناعية الكبرى، التي كانت حتى ذلك الحين متخصصة في منتجات تقليدية معينة، بدأت في تنويع وابتكار أفكار جديدة في نمط الإنتاج. أحواض بناء السفن، على سبيل المثال، إنشاء فروع جديدة بدأت في تصميم وبناء الطائرات. وبالتالي أصبحت عملية إعادة التسلح الألماني فرصة للتطوير، والتحسينات التكنولوجية في بعض الأحيان، وخاصة في مجال الملاحة الجوية.
لم تلتزم روسيا السوفيتية بشروط معاهدة فرساي للسلام، ولم توقع عليها. سمح إبرام معاهدة رابالو السرية، بتدريب الطيارين الألمان في مدارس الطيران السوفيتية الواقعة في أعماق روسيا. كما تم إعداد الضباط لأنواع أخرى من القوات. كانت طلبات روسيا من ألمانيا في المجال العسكري هي ضمان مساهمة ألمانيا في إسقاط الحكومة البولندية بالإضافة إلي تحديث الجيش السوفيتي الناشئ ومده بتكنولوجيا السلاح التي لم يكن يعرف عنها شيئا. وكانت طلبات ألمانيا تتلخص في تحدي إملاءات معاهدة الصلح في فرساي والحصول علي مجال لتجربة نظم أسلحتها بعيدا عن قيود المعاهدة. هكذا إتجهت شركات مثل سيمنس وبي إم دبليو وكروپ للعمل في روسيا وكان علي رأسها شركتا شتولتسن‌برگ لإنتاج الغازات السامة ويونكر لإنتاج الطائرات. في فبراير 1923 أرسلت ألمانيا وفداً إلى موسكو برئاسة الجنرال هاس، رئيس الدائرة العسكرية في وزارة الدفاع. حيث تم الإتفاق على إعادة بناء محطة الغواصات في مدينة نيكولاييف من خلال شركة بلوم+فوس.
حتى قبل وصول هتلر للسلطة في 30 كانون الثاني (يناير) 1933، قررت الحكومة الألمانية في 15 نوفمبر 1932 إطلاق برنامج محظور لإعادة التسلح البحري شمل غواصات يو والطائرات وحاملات الطائرات.
كان إطلاق أول طراد ثقيل دويتشلاند في عام 1931 (كبديل للسفينة الحربية القديمة بريوسن) خطوة في تشكيل أسطول ألماني حديث. تسبب بناء دويتشلاند في ذعر بين الفرنسيين والبريطانيين لأنهم كانوا يتوقعون أن قيود معاهدة فرساي ستحد من استبدال السفن الحربية قديمة بسفن الدفاع الساحلية، وهي مناسبة فقط للحرب الدفاعية. باستخدام تقنيات البناء المبتكرة، بنى الألمان سفينة ثقيلة مناسبة للحرب الهجومية في أعالي البحار بينما لا يزالون ملتزمين بنص المعاهدة.

### السيطرة النازية
عندما وصل النازيون إلى السلطة في عام 1933، سرعان ما بدأ أدولف هتلر يتجاهل بشكل جريئ العديد من القيود المفروضة بموجب المعاهدة وإعادة تسليح البحرية الألمانية. سمحت الاتفاقية البحرية الأنجلو ألمانية المؤرخة بتاريخ 18 يونيو 1935 بين ألمانيا مع بريطانيا أن لا تتجاوز القوات البحرية الألمانية 36 بالمائة من مجموع الأسطول البحري البريطاني، وأن لا يتجاوز عدد الغواصات 45 بالمائة من التعداد العام للبحرية الألمانية؛ وكانت ننص الا تزيد البوارج عن 35000   طن. في نفس العام، هذا الإتفاق قيد نوعا ما القيادة العامة للبحرية الحربية الألمانية بحث لم تستطع بناء أسطول بحري حربي يعادل عن الأقل الأسطول البريطاني، كما إن هتلر لم يعر القوات البحرية ما يلزم من الاهتمام لأنه كان منشغلا بتقوية القوات الجوية والبرية، كل هذه الأسباب جعلت من ألمانيا دولة ضعيفة بحريا وشكل هذا الضعف ثغرة إستغلتها بريطانيا أثناء الحرب لعزل ألمانيا ومحاصرتها بحريا. تم إعادة تسمية الرايشسمارين باسم كريجمارين . في أبريل 1939، مع تصاعد التوترات بين المملكة المتحدة وألمانيا بسبب بولندا، ألغى هتلر القيود المفروضة على الاتفاقية البحرية الأنجلو-ألمانية من جانب واحد.
تباطأ بناء الأسطول الألماني في الفترة الزمنية 1935-1939 بسبب مشاكل حشد ما يكفي من القوى العاملة والمواد اللازمة لبناء السفن. كان هذا بسبب التراكم المتزامن والسريع للجيش والقوات الجوية الألمانية التي تطلبت بذل جهد كبير وموارد كبيرة. بعض المشاريع مثل الطرادات من الفئة دي والطرادات من الفئة بيه كان لا بد من إلغاؤها.

### الحرب الأهلية الإسبانية
كانت الحرب الأهلية الإسبانية 1936-1939 فرصة مثالية لاختبار كفاءة الأسلحة الجديدة التي تنتجها المصانع الألمانية خلال سنوات إعادة التسلح. كثير من أساليب القصف بالطائرات تم اختبارها من قبل قوات التدخل السريع الألمانية ضد حكومة الحزب الجمهوري على الأراضي الإسبانية وذلك بإذن من الجنرال فرانسيسكو فرانكو. هتلر أصر مع ذلك، أن تصاميمه كانت سلمية على المدى البعيد، ووضع إستراتيجية وصفت بأنها زهرة الحرب. قامت البحرية النازية بأول عمل عسكري خلال الحرب الأهلية الإسبانية (1936-1939). تم إرسال العديد من السفن الحربية الكبيرة للأسطول الألماني إلى المنطقة في أعقاب اندلاع القتال في يوليو 1936. كانت الطرادات الثقيلة دويتشلاند وادمريال شير، والطراد الخفيف كولن أول من تم إرساله في يوليو 1936. ورافق هذه السفن الكبيرة الأسطول الثاني من زوارق الطوربيد. تم استخدام الوجود الألماني لدعم فرانكو سرا على الرغم من أن المشاركة الفورية لطراد دويتشلاند كانت تهدف لإجراء عمليات إغاثة إنسانية وإجلاء 9300 لاجئ و4550 مواطن ألماني. تم وضع دورية دولية لعدم التدخل لفرض حظر دولي على الأسلحة، خُصصت كريغسمارينه لمنطقة الدورية بين كابو دي غاتا (الميريا) وكابو دي أوروبيسا. قامت العديد من السفن التابعة للبحرية النازية بالقيام بهذه الواجبات ومنها الطراد جراف سبي الذي تم نشره في المحيط الاطلسي لتقوم بدوريات مع الحرص علي عدم التدخل في سير القتال وبين أغسطس 1936 إلى مايو 1937 قام الجراف سبي بثلاث دوريات، وفي رحلة العودة توقف الجراف سبي في إنجلترا لتمثيل ألمانيا في استعراض تتويج الملك الإنجليزي جورج السادس واعتلاءه العرش في 20 مايو وبعد الانتهاء من الاستعراض، عاد الجراف سبي من جديد الي اسبانيا ليقوم بأربع دوريات جديدة. في 29 مايو 1937 هوجمت دويتشلاند قبالة إيبيزا من قبل اثنتين من قاذفات من سلاح الجو الجمهوري الإسباني. بلغ إجمالي الخسائر في الهجوم 1 قتيلاً و110 جريح، 71 منهم كانت اصابتهم خطيرة، معظمهم اصيبو بحروق. ردا على ذلك، قصفت الأدميرال شير الميريا في 31 مايو مما أسفر عن مقتل 19-20 مدنيا، وجرح 50 كما تم تدمير 35 مبنى. بعد هجمات أخرى قامت بها غواصات ضد الطراد الألماني لايبزيغ قبالة ميناء وهران بين 15-18 يونيو 1937 فانسحبت ألمانيا من دورية عدم التدخل.
شاركت غواصات يو أيضًا في أعمال عسكرية سرية ضد سفن الشحن للجمهورية الإسبانية كجزء من عملية أورسولا. اشتبك ما لا يقل عن ثمانية غواصات يو بعدد صغير من الأهداف في المنطقة طوال فترة النزاع. (على سبيل المقارنة، ادار الأسطول الملكي الإيطالي ريجيا مارينا 58 غواصة في المنطقة كجزء من Sottomarini Legionari.)

### الخطة زد
رأت البحرية النازية أن مهمتها الرئيسية هي السيطرة على بحر البلطيق والفوز في الحرب ضد فرنسا فيما يتعلق بالجيش الألماني، لأن فرنسا كانت تعتبر العدو الأكثر وضوحا في حالة الحرب. ولكن في عام 1938 أراد هتلر أن يكون لديه إمكانية الفوز في حرب ضد بريطانيا العظمى في البحر في السنوات المقبلة. لذا فقد طلب خططًا لبناء مثل هذا الأسطول من كريغسمارين. من الخطط الثلاث التي كانت مقترحة (''إكس'' و''أي'' و''زد'') فتمت الموافقة على الخطة زد في يناير 1939. يهدف هذا المخطط لبرنامج البناء البحري الألماني الجديد بناء بحرية مكونة من حوالي 800 سفينة خلال الفترة 1939-1947. طلب هتلر بأن يكتمل البرنامج بحلول عام 1945. كانت القوة الرئيسية للخطة زد هي ست سفن حربية من طراز أتش. في نسخة من الخطة زد الموضوعة في أغسطس من عام 1939، كان من المخطط أن يتكون الأسطول الألماني من السفن التالية بحلول عام 1945:
- 4 حاملات طائرات
- 10 بوارج
- 12 طرادات
- 3 سفن مصفحة (بانزرشيف)
- 5 طرادات ثقيلة
- 44 طرادات خفيفة
- 158 مدمرات وزوارق طوربيد
- 249 غواصة
- العديد من القطع البحرية الأصغر

تم التخطيط لزيادة عدد الأفراد إلى أكثر من 200,000.
لم يكن البرنامج البحري المخطط له متقدماً في الوقت الذي بدأت فيه الحرب العالمية الثانية. في عام 1939 تم وضع طرادين من فئة أم وبارجتين من الفئة أتش وكان في الإنتاج أجزاء لبارجتين من الفئة أتش وثلاثة طرادات من الفئة أوه. لم تكن قوة الأسطول الألماني في بداية الحرب تصل ل20٪ من المخطط له حسب الخطة زد. في 1 سبتمبر 1939، بلغ إجمالي عدد افراد القوات البحرية 78,000 فقط، ولم يكن جاهزًا على الإطلاق للقيام بدور رئيسي في الحرب. نظرًا للوقت الطويل الذي يستغرقه إعداد الأسطول حسب الخطة زد بسبب قلة الوقت والنقص في العمال والمواد الخام في زمن الحرب، تم تعليق الخطة زد بشكل أساسي في سبتمبر 1939 وتم إعادة توجيه الجزء الأكبر من الموارد المخصصة لتحقيقها لبناء غواصات يو، والتي ستكون جاهزة للحرب ضد المملكة المتحدة بسرعة أكبر.

### الحرب العالمية الثانية
يوم 16 يونيو سنة 1940، أصدر هتلر التوجيه السادس عشر. وبموجبه، أمر القائد النازي بوضع مخطط لعبور القناة الإنجليزية وغزو الأراضي البريطانية متذرّعا بعدم رغبة البريطانيين في الاستسلام والجلوس لطاولة المفاوضات على الرغم من وضعهم العسكري السئ. شب خلاف كبير بين القائد العام للبحرية الألمانية الأميرال أريش رايدر وقائد سلاح الغواصات الأميرال كارل دونيتز الذي راى ان التفوق البحري البريطاني الكبير يتطلب القيام بتحويل الأسطول البحري الحربي الألماني إلى أسطول يضم 300 غواصة من نوع إي بوت 743 وهدفت البحرية الألمانية بهذا الأسطول الضخم من الغواصات لإغراق حوالي 500 إلى 600 ألف طن سنويا وإن حققت هذا الهدف فإن البحرية البريطانية ستنهار تماما لأنها لا تستطيع أن تنتج أكثر من 1.500.000 طن سنويا مع العلم ان الأسطول البحري البريطاني كان يقاتل على ثلاث جبهات هي المحيط الأطلسي والبحر الأبيض المتوسط والمحيط الهادي. شاركت البحرية النازية في في معركة ويستربلات ومعركة خليج دانزيغ خلال غزو بولندا. في عام 1939، كانت الأحداث الكبرى للبحرية النازية هي إغراق حاملة الطائرات البريطانية أتش أم أس كوريجيس والبارجة البريطانية أتش أم أس ارك رويال وفقدان الطراد جراف سبي في معركة ريفر بلايت. بدأت هجمات الغواصات على طرق الإمداد البحرية الحيوية في بريطانيا (معركة الأطلسي) فور اندلاع الحرب، على الرغم من عوائقها بسبب عدم وجود موانئ في وضع جيد تعمل منها. كانت البحرية الألمانية مسؤولة طوال الحرب عن المدفعية الساحلية التي تحمي الموانئ الرئيسية والمناطق الساحلية المهمة. كما تدير بطاريات مضادة للطائرات لحماية الموانئ الرئيسية.
في أبريل 1940، شاركت البحرية الألمانية بدور هام في غزو النرويج، حيث تكبدت خسائر كبيرة بغرق الطراد الثقيل بلوخر بالمدفعية والطوربيدات من البطاريات الشاطئية النرويجية في قلعة أوسكارسبورج في أوسلوفجورد. وفقدت عشرة مدمرات في معارك نارفيك (نصف قوة المدمرات الألمانية في ذلك الوقت)، واثنان من الطرادات الخفيفة، تلقى الطراد كونيغسبرغ ضربة من طائرة تابعة للبحرية الملكية في بيرغن وغرق، اما الطراد كارلسروه فقد غرق قبالة ساحل كريستيانساند بواسطة غواصة بريطانية. قامت البحرية الألمانية في المقابل بإغراق بعض السفن الحربية البريطانية خلال هذه الحملة، ومنها حاملة الطائرات أتش أم أس Glorious.
الخسائر في الحملة العسكرية على النرويج تركت حفنة من السفن الثقيلة الغير مدمرة المتاحة للإستخدام، لكنها لم تستخدم في غزو المملكة المتحدة (عملية أسد البحر) في صيف عام 1940. كانت هناك شكوك جدية في إمكانية حماية طرق الغزو البحرية من التدخل البحري البريطاني. أعطى سقوط فرنسا وغزو النرويج الغواصات الألمانية طرق أفضل للوصول إلى طرق الشحن البريطانية في المحيط الأطلسي. في بداية معركة الأطلسي الضارية كانت مهمات طواقم الغواصات الألمانية سهلةً، إذ كان هدفهم تلك السفن التجارية المبحرة بمفردها والمنتشرة عبر الممرات البحرية ثم القوافل البحرية غير المحمية جيداً. واجه الحلفاء مشاكل الإمداد والتزود تتمثل في كيفية تسيير قوافل مسلحة في وقتٍ لم تكن فيه سفن الحماية موجودةً وحتى مع وجود سفن الحماية فإن قدرة تلك السفن على مقاومة الغواصات كانت ما تزال ضعيفة، لقد وجد الحلفاء أنفسهم في وضع شديد الخطورة، ففكر الحلفاء بالاستعانة بسفن حربية لحماية قوافلهم من الغواصات الألمانية. ونتيجة لذلك، حققت الغواصات نجاحًا كبيرًا وتلقت خسائر قليلة (أطلق الألمان على هذه الفترة الوقت السعيد الأول).
مع مرور الأشهر كان معظم ضحايا الغواصات الألمانية سفناً مبحرةً لوحدها، وهنا جاءت بعض البوارج البريطانية الكبيرة لترافق قوافل السفن لحمايتها ولكن هذه البوارج الباهظة التكاليف أصبحت بحاجةٍ لمن يحميها من الغواصات الألمانية، وهكذا انتقل عبأ الحماية في معركة الأطلسي إلى المدمرات والفرقاطات الصغيرة. في شمال المحيط الأطلسي كانت الضغوطات التي تسببها الغواصات الألمانية تتعاظم إلى مستوياتٍ خطيرة، لقد كانت الغواصات الألمانية مصدر خطر قاتل لسفن الحلفاء، كان هناك نقصٌ حادٌ في السفن المرافقة والسفن الحربية الصغيرة التي تحرس السفن التجارية. في الواقع أن خسائر الحلفاء تضاعفت بعد أن تزايد نشاط الغواصات الألمانية، ولا يمكن تحمل خسائر كهذه لمدةٍ طويلة.
دخلت إيطاليا الحرب في يونيو 1940، وبدأت معركة البحر الأبيض المتوسط: من سبتمبر 1941 إلى مايو 1944 تم نقل حوالي 62 غواصة ألمانية إلى هناك، تسللت غواصة ألمانية عبر القاعدة البحرية البريطانية في جبل طارق. تم تحديد منتصف شهر أغسطس سنة 1940 كموعد أوّلي لبدأ الإنزال البحري الذي سينطلق من موانئ بلجيكية وفرنسية مطلة على المانش، مثل كاليه وشيربورغ، ليحط الرحال على بعد نحو 200 ميل بالسواحل الجنوبية الشرقية لبريطانيا. ولتتم عملية الإنزال البحرية هذه وجب على ألمانيا إلحاق خسائر فادحة بالبحرية البريطانية على يد البحرية الألمانية والإيطالية بكل من البحر الأبيض المتوسط وبحر الشمال لإقصائها من الحرب وتسهيل الإنزال البحري الألماني. أيضا اقتضت العملية إزالة جميع الألغام البحرية من القناة الإنجليزية وتلغيم مضيق دوفر ونجاح سلاح الجو الألماني، المعروف باللوفتفافه، في تحقيق التفوق الجوي على طائرات سلاح الجو الملكي بالأجواء البريطانية. بناء على رغبه ادولف هتلر نفسه فان البحرية الألمانية قامت بنقل وحده يو بوت في البحر المتوسط في سبتمبر عام 1941 وحققت نجاحات مختلفة، ففي 14 نوفمبر، الغواصة يو _ 81 نسفت واغرقت حامله الطائرات اتش ام اس ارك الملكية عند عودتها من مهمه نقل طائرات إلى مالطه بينما في في 25 نوفمبر التالى فقد غرقت يو_ 331. سقطت قذائف على الغواصة الألمانية يو-110 ، اضطرت الغواصة إلى الصعود إلى سطح الماء وأصبحت مكشوفةً للحلفاء، فاستولى الحلفاء عليها واخذو جهاز الشيفرة، إنها المفتاح لرمز الألمان السري، أتاح هذا الجهاز لمحللي الشيفرة البريطانيين التنصت على كل ما كان يدور بين الأميرال الألماني دونيتز وقادته، ويقول أحد مفككي الشيفرات البريطانيين: ((ما حصل بالفعل هو أننا فككنا كل رموزهم، وكانت كل قافلةٍ تقريباً ترسل بعيداً عن مجموعة غواصات يو، وهزيمة الغواصات كانت لإبعادها عن أهدافها، كان عليهم القول نحن لا يمكننا أن نجد القوافل)). لم يعرف الألمان شيئاً عن ذلك الاختراق الأمني الذي حدد مصير معركة الأطلسي، كان الحلفاء يتنصتون ولم يشك أحدٌ في الأمر، أصبح تعاقب الغواصات الألمانية للقوافل البريطانية أمراً نادراً.
حافظت بريطانيا على مكانتها كأهم قوة بحرية عالمية حيث امتلكت البحرية الملكية عددا كبيرا من السفن الحربية وهو ما خوّل لها الحفاظ على إمبراطوريتها الاستعمارية المترامية الأطراف. وفي مقابل ذلك، كانت البحرية الألمانية، المعروفة بالكريغسمارينه، صغيرة الحجم مقارنة بنظيرتها البريطانية، حيث اعتمد الألمان بالأساس على الغواصات والتي كانت بلا قيمة تذكر أثناء عمليات الإنزال البحري. وخلال نفس الفترة، خسرت ألمانيا عددا من قطعها الحربية البحرية ضد البريطانيين أثناء الحملة على النرويج سنة 1940 وقد تزامن هذا مع الخسائر الجسيمة التي تكبّدتها البحرية الإيطالية بالبحر الأبيض المتوسط. أيضا، أقدم البريطانيون يوم 3 من شهر تموز/يوليو من نفس السنة على تدمير جانب هام من السفن الحربية الفرنسية بميناء المرسى الكبير بالجزائر وقد جاء ذلك خوفا من وقوع هذه القطع الحربية البحرية الفرنسية في قبضة الألمان عقب استسلام فرنسا.
عموما أغرقت غواصات البحر الأبيض المتوسط 24 سفينة حربية كبرى تابعة للحلفاء (بما في ذلك 12 مدمرة، 4 طرادات، حاملة طائرات وطائرة حربية واحدة) و 94 سفينة تجارية (449206 طن). لم تعد أي من غواصات البحر الأبيض المتوسط إلى قواعدها الأصلية، حيث كانت جميعها إما غارقة في المعركة أو خربها أطقمها في نهاية الحرب.

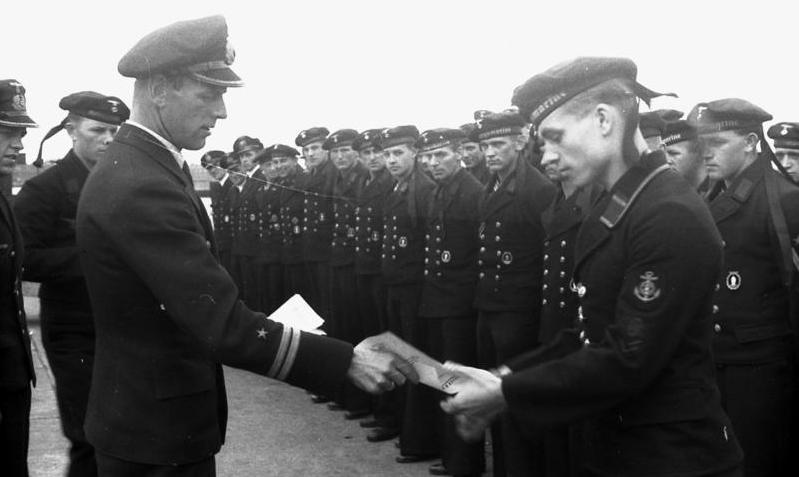
طاقم إزالة ألغام في فرنسا في 1941

في مايو من العام 1941، خرجت السفينة بسمارك ضمن قافلة مسلحة في اتجاه بحر الشمال في طريقها لفرنسا مرورا بمضايق بين السويد والدانمارك. أثناء تسلل القافلة متخفية رصدها طراد سويدي وحدد موقعها ثم ارسله للبريطانيين، وارسلت بريطانيا طائرة استطلاع لتقصي الأمر والتقطت صور للقافلة ثم قامت بتعبئة أسطول ضخم لاعتراض الألمان. الأسطول تشكل من قطع بحرية متنوعة تعتبر الأقوى ضمن البحرية الملكية أبرزها البارجة الثقيلة هوود. إلتقى الأسطولان وخاضت بسمارك أولى معاركها. اغرقت بسمارك البارجة هوود (احدث غرق البارجة هود صدمة عنيفة لدى الحكومة البريطانية والشعب البريطانى باسره حيث لم ينج من 1421 ضابط وبحار على ظهرها سوى 3 فقط حيث كانت تعد هود أكبر بارجة في العالم في ذلك الوقت قبل ظهور بسمارك، وكانت تاج الاسطول البريطانى ورمز قوة الامبراطورية) وانسحبت البارجة برنس اوف ويلز تحت ستار كثيف من الدخان بعد اصابتها بسبع دانات من بسمارك دمرت منصتها وكل ما على سطحها من مدافع وقتل وجرح الكثيرون من بحارتها.كما اصابت بسمارك مدمرة إنجليزية وأغرقتها بطلقة مباشرة واصيبت ثلاثة مدمرات أخرى وانسحبت المدمرات الأخرى نحو بحر الشمال. صدر أمر صريح بتدمير بسمارك مهما تكلف الأمر للحفاظ على هيبة الإمبراطورية وعلى الفور استدعت الادميرالية البريطانية معظم السفن الحربية في البحر المتوسط والمحيط الاطلسي مضحية بسلامة القوافل التجارية من اجل التصدى لبسمارك والانتقام لغرق هود، وشكلت الادميرالية البريطانية بسرعة اسطول كبير يتكون من 42 سفينة قتالية. بعد قتال عنيف في البحر غرقت البارجة بسمارك بعد أن عمل المهندسون فيها على إغراقها، لقد ألحقت هذه البارجة خسائر فادحة بالسفن التجارية والأسطول البريطاني.
في نهاية عام 1941 ظهر عدوٌ جديد، الولايات المتحدة، فاصبحت البحرية الألمانية والقوات البحرية للولايات المتحدة متحاربتين بحكم الواقع، على الرغم من أنه لم يتم إعلان الحرب رسميا، مما أدى إلى أغراق USS Reuben James. كانت هذه الأحداث نتيجة للقرار الأمريكي بدعم بريطانيا ببرنامج الإعارة والاستئجار والقرار بمرافقة قوافل الإعارة والاستئجار مع السفن الحربية الأمريكية عبر الجزء الغربي من المحيط الأطلسي.
أدى الهجوم الياباني على بيرل هاربور وإعلان ألمانيا الحرب لاحقا ضد الولايات المتحدة في ديسمبر 1941 إلى مرحلة أخرى من معركة الأطلسي. ظهر ما يسمى الوقت السعيد الثاني أو موسم الرماية الأمريكي حتى أغسطس 1942، حيث تم إغراق عدد كبير من السفن التجارية لقوات التحالف بواسطة غواصات يو قبالة الساحل الأمريكي لأن الأمريكيين لم يستعدوا لحرب الغواصات، على الرغم من التحذيرات الواضحة (كان هذا سمى بالوقت السعيد الثاني عند البحارة الالمان). أصبح الوضع خطيرًا لدرجة أن القادة العسكريين كانوا يخشون من إستراتيجية الحلفاء بأكملها. ومع ذلك، فإن دخول القدرات بناء السفن الأمريكية الضخمة والقوات البحرية دخلت الآن في الحرب وسرعان ما عوضت عن أي خسائر تكبدها الغواصات الألمان. في عام 1942، استمرت حرب الغواصات على جميع الجبهات، وعندما وصلت القوات الألمانية في الاتحاد السوفيتي إلى البحر الأسود، تم نقل بعض الغواصات إلى هناك في نهاية المطاف.
في فبراير 1942، تم إجلاء السفن الحربية الثلاث الكبيرة المتمركزة على ساحل المحيط الأطلسي في بريست إلى الموانئ الألمانية لنشرها في النرويج. تعرضت السفن لتخريب المتكرر بسبب الهجمات الجوية التي شنها سلاح الجو الملكي البريطاني، ودمرت سفن الإمداد لدعم هجمات الأطلسي من قبل البحرية الملكية، وشعر هتلر الآن أن النرويج كانت «منطقة مصير» لهذه السفن. مرت البارجتين Gneisenau وشارنهورست والطراد الثقيل برنس اوجين عبر القناة الإنجليزية في طريقهما إلى النرويج على الرغم من الجهود البريطانية لمنعهم. لم يفعل أحد هذا الأمر منذ مرور سفن الأسطول الإسباني في عام 1588 في وقت الحرب. لقد كان انتصارا تكتيكيا للبحرية الألمانيةوضربة للمعنويات البريطانية، لكن الانسحاب أزال إمكانية مهاجمة قوافل الحلفاء في المحيط الأطلسي بسفن سطحية ثقيلة.
مع الهجوم الألماني على الاتحاد السوفيتي في يونيو 1941، بدأت بريطانيا في إرسال القوافل القطبية محمة بالبضائع العسكرية في جميع أنحاء النرويج لدعم حليفهم الجديد. في عام 1942 بدأت القوات الألمانية بمهاجمة هذه القوافل بشدة، باستخدام القاذفات وغواصات يو بشكل اساسي. نادرًا ما كانت السفن الكبيرة في كريغسمارينه في النرويج ضالعة في هذه الهجمات، بسبب الدونية في تكنولوجيا الرادار الألمانية،  ولأن هتلر وقيادة كريغسمارينه كانوا يخشون خسائر في هذه السفن الثمينة. كان أكثر هذه الهجمات فاعلية هو تدمير قافلة بي كيو 17 في يوليو 1942. في وقت لاحق من الحرب، قلت معظم الهجمات الألمانية على هذه القوافل وبالتالي وصلت معظم الحمولات المشحونة إلى وجهتها في الموانئ السوفيتية.
كانت معركة بحر بارنتس في ديسمبر عام 1942 محاولة من جانب السفن الحربية للبحرية الألمانية لمهاجمة سفن بريطانية ترافق قافلة قطبية. أثار فشل المغيرين الألمان في لإلحاق أي خسائر بالقافلة غضب هتلر، الذي أمر أن تركز إستراتيجية البحرية الألمانية على أسطول غواصات يو بدلا من السفن السطحية.
بلغت معركة الأطلسي ذروتها في نهاية عام 1942، أستمر الصراع بين الغواصات الألمانية والأسلحة البحرية البريطانية والأميركية والكندية طوال السنة، كان يتفاوت في القوة والكثافة وكان ميزان القوى يتأرجح من جانبٍ لآخر حسب التقنيات والتكتيكات والقوى البشرية المتوفرة لدى كل جانب، بعد تلقي الحلفاء حسائر فادحة في السفن أصبحت معركة الأطلسي مهمةً في التخطيط الاستراتيجي لإيجاد حلول، تم نشر واستخدام طائراتٍ خاصةٍ بعيدة المدى وبدأت حاملات الطائرات بمرافقة القوافل، لقد طال أمد معركة الأطلسي، والآن أجبر سلاح البحرية الأميركي والبريطاني على خوض معركةٍ فاصلة وفق معادلة أن فقدان سفينتين تجاريتين مقابل غواصةٍ ألمانيةٍ سيدمر البحرية الألمانية.
بحلول نهاية عام 1942 ومع وصول خسائر الملاحة التجارية لأعلى معدلاتها فقد دمرت أكثر من مئة غواصةٍ ألمانية مع أطقمها وسحبت الغواصات الألمانية، بعد ذلك اتخذت الغواصات الألمانية مواقع دفاعية عند شواطئ فرنسا.
بعد ديسمبر عام 1943 عندما غرقت البارجة الألمانية شارنهورست في هجوم على قافلة في منطقة القطب الشمالي في معركة رأس الشمال من قبل أتش أم أس Duke of York، كانت معظم السفن السطحية الألمانية الموجودة في قواعد في المحيط الأطلسي محاصرة أو قريبة من موانئها كأسطول في الوجود (هي قوة بحرية تحافظ على نفوذها دون مغادرة الميناء.)، خوفًا من فقدانها في العمل وإجبار القوات البحرية البريطانية إلى الانتشار باستمرار للحراسة ضده. كانت أكبر هذه السفن البارجة تيربيتز المتمركزة في النرويج والتي تهدد سفن شحن الحلفاء وتعمل كدفاع ضد أي غزو محتمل للحلفاء. عندما غرقت هذه اسفينة بعد بعد عدة محاولات من قبل القاذفات البريطانية في نوفمبر 1944، أصبح من الممكن نقل العديد من السفن الرئيسية البريطانية إلى الشرق الأقصى.
من أواخر عام 1944 وحتى نهاية الحرب، بقي من الأسطول السطحي للبحرية الألمانية (طرادات ثقيلة: الأدميرال شير ووتزو والأدميرال هيبير وبرينز يوجين والطرادات الخفيفة: نورنبرغ وكولن وامدن) اتي تشارك في تقديم الدعم المدفعي أثناء انسحاب القوات البرية الألمانية على طول ساحل بحر البلطيق وفي نقل اللاجئين المدنيين إلى الأجزاء الغربية من بحر البلطيق (مكلنبورغ، شليسفيغ هولشتاين) في عمليات الإنقاذ الكبيرة. هرب أعداد كبيرة من سكان شرق ألمانيا من الجيش الأحمر الزاحف باتجاه برلين خوفًا من الانتقام السوفيتي (حدثت عمليات اغتصاب جماعية وعمليات قتل ونهب على أيدي القوات السوفيتية). قامت كريجسمارينه بإجلاء مليوني مدني وجندي في إجلاء بروسيا الشرقية وغدانسك من يناير إلى مايو 1945. خلال هذه الفترة، غرقت العديد من سفن الركاب الكبيرة: مثل Wilhelm Gustloff Goya بواسطة غواصات سوفيتية، بينما غرقت كاب أركونا بواسطة قاذفات القنابل البريطانية، وازهقت كل منها حياة الآلاف من المدنيين. كما قامت البحرية الألمانية بدور هام في إجلاء المدنيين الألمان الفارين من بوميرانيا وستيتين في مارس وأبريل 1945.
قامت ابحرة الألمانية بإجرائات يائسة لمحاربة القوة المتفوقة للحلفاء الغربيين من عام 1944الذي تم فيه تشكيل كيه-فيرباند (وحدات المعركة الصغيرة). وكونت هذه الوحدات البحرية الخاصة منالضفادع البشرية والطوربيدات المأهولة وقوارب بخارية محملة بالمتفجرات وهلم جرا. كانت أكثر الأسلحة فعالية من بين هذه الأسلحة والوحدات تطوير ونشر الغواصات القزمية مثل مولك وسيهوند. في المرحلة الأخيرة من الحرب، نظمت البحرية عددًا من فرق المشاة من أفرادها.
بين 1943 و1945، قامت مجموعة من غواصات يو المعروفة باسم غواصات <i id="mwAVM">MONSUN</i> التي تعمل في المحيط الهندي المنطلقة من القواعد اليابانية في الأراضي المحتلة ف جزر الهند الشرقية الهولندية ومالايا. لم يتم تنظيم قوافل الحلفاء في تلك المناق، لذلك أغرقت في البداية العديد من السفن. لكن تم علاج هذا الوضع سريعا. خلال سنوات الحرب اللاحقة ، تم استخدام «غواصات مونسون» كوسيلة لتبادل إمدادات الحرب الحيوية مع اليابان.
خلال عامي 1943 و1944، وبسبب تكتيكات الحلفاء المضادة للغواصات إدخال معدات أكثر تطورا، بدأ أسطول غواصات يو يعاني من خسائر فادحة. كانت نقطة التحول في معركة الأطلسي خلال مايو الأسود في عام 1943، عندما عانى أسطول غواصات يو من خسائر فادحة وبدأت اعداد سفن الحلفاء المغرقة في الانخفاض. ساهمت الرادارت والغطاء الجوي بعيد المدى والسونار والتكتيكات المحسنة والأسلحة الجديدة في تخفيض خسائر الحلفاء من السفن التي تغرقها الغواصات. التطورات التقنية الألمانية مثل سنوركل حاولت مواجهة تقنيات الحلفاء. قرب نهاية الحرب، بدأ تشغيل عدد صغير من الغواصات الجديدة إلكتروبوت (غواصة الفئة الواحدة والعشرون وغواصة الفئة الثالثة والعشرون)، وهي أول غواصات مصممة للعمل مغمورة تحت الماء في جميع الأوقات. كان لدى إلكتروبوت القدرة على إلغاء ميزة الحلفاء التكنولوجية والتكتيكية، على الرغم من نشرها بعد فوات الأوان وانتهاء العمليات القتال في الحرب.

### جرائم حرب

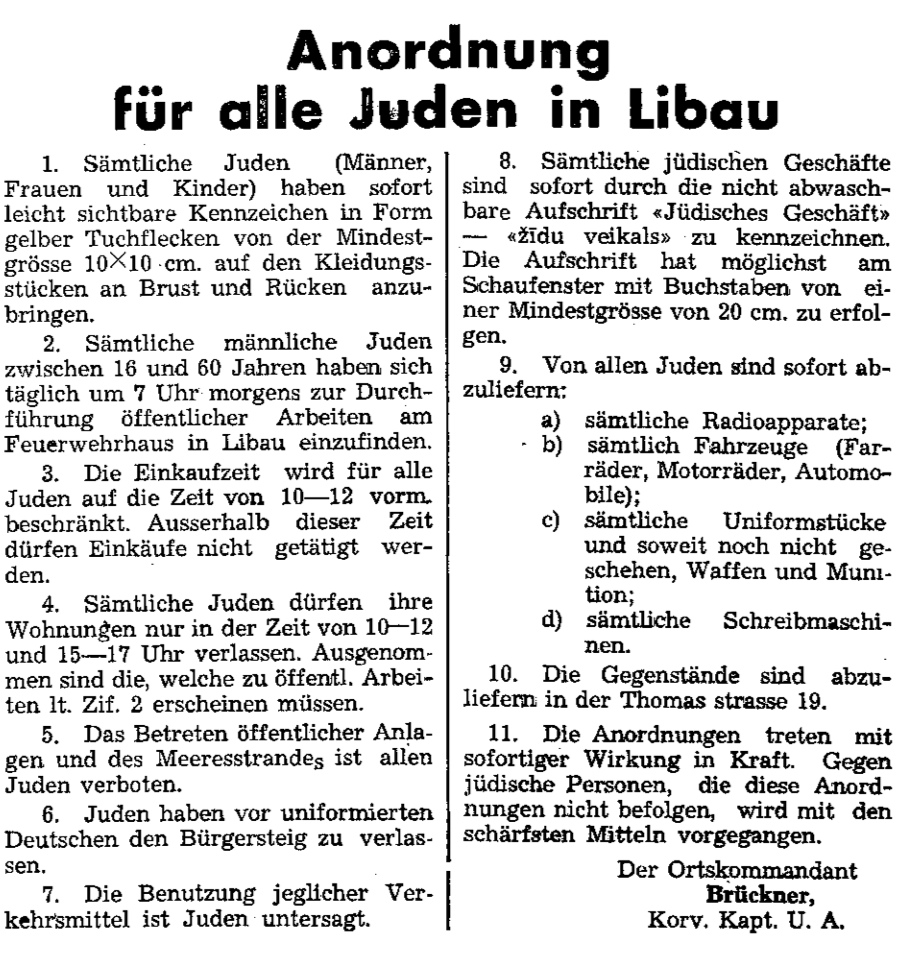
الإجراءات المعادية لليهود التي أمر بها قائد البحرية الألمانية في ليباجا، 5 يوليو 1941

بعد الغزو الألماني في 29 يونيو 1941، أصبحت القاعدة البحرية في ليباجا، لاتفيا تحت سيطرة الكريسمارينه. في الأول من يوليو عام 1941، أمر قائد المدينة كورفيتنكابيتان شتاين بإطلاق النار على عشرة رهائن أنتقاما من كل عمل تخريبي، ووضع مزيد من المدنيين في منطقة الاستهداف بادعاء أن جنود الجيش الأحمر كانوا يختبئون فيما بينهم في ملابس مدنية.
في 5 يوليو 1941، أصدر كورفتينكابيتن بروكنر، الذي تولى منصب شتاين، مجموعة من اللوائح المعادية لليهود  في الصحيفة المحلية كورزيمس فاردس. على النحو التالي:
- يجب على جميع اليهود ارتداء النجمة الصفراء على مقدمة وخلف ملابسهم؛
- تم تقييد ساعات التسوق لليهود من الساعة 10:00 إلى الساعة 12:00 ظهرا. لم يُسمح لليهود بالخروج من مساكنهم إلا بهذه الساعات بالإضافة من الساعة 3:00 مساءا إلى 5:00   مساء؛
- تم منع اليهود من الأحتفال بالمناسبات العامة ووسائل النقل وعدم السماح لهم بالمشي على الشواطئ؛
- طُلب من اليهود مغادرة الرصيف إذا صادفو ألمانيًا يرتدي الزي العسكري؛
- طُلب من المتاجر اليهودية عرض لافتة «شركة مملوكة لليهود» على نافذة المتجر.
- كان على اليهود تسليم كل أجهزة الراديو والآلات الكاتبة والأزياء والأسلحة.

في 16 يوليو 1941، تم تعيين فريغتينكابيتان الدكتور هانز كاولماشر قائداً للبحرية الألمانية في ليباجا. يوم 22 يوليو، أرسل كاولماشر برقية إلى القيادة البحرية الألمانية البلطيقية في كيل ونصت على أنه يريد 100 فرد من أفراد فرقة النخبة والحماية النازية الشوتزشتافل وخمسين فرد من الشرطة الوقائية لإرساله إلى ليباجا لتنفيذ ما يسمى «التنفيذ السريع للمشكلة اليهودية». أمل كاولماشر في تسريع عمليات القتل لليهود: «هنا حوالي 8000 يهودي ... بوجود أفراد قوات الأمن الخاصة الحاليين، سيستغرق هذا سنة واحدة، وهو أمر غير مقبول لتهدئة ليباجا». كاولماشر في 27 يوليو 1941: «ان المشكلة اليهودية في ليباجا يكمن حلها عن طريق إعدام حوالي 1100 من اليهود من قبل كتيبة مغاوير ريغا إس إس في 24 و25.7».
في فترة ما بعد الحرب عام 1945، حوكم القائد هاينز فيلهلم إيك قائد غواصة يو-852 يتهمة تنفيذ عملية إطلاق نار على ناجين برفقة إثنين من طاقمه؛ وبالمثل شاركت الغواصة يو-247 أيضًا في إطلاق النار على الناجين من السفينة الغارقة، لكنهم لم يحاكموا لأنهم فقدوا في البحر.

### الانقسام بعد الحرب
بعد الحرب، ما بقي من السفن السطحية الألمانية (من الطرادات برينز يوجين ونورنبرغ وعشرات المدمرات) تم توزيعهم بين المنتصرين من قبل اللجنة البحرية الثلاثية. استخدمت الولايات المتحدة الطراد الثقيل برينز يوجين في التجارب النووية في بيكيني أتول في عام 1946. وأستخدم البعض الآخر (مثل حاملة الطائرات غير المكتملة غراف زبلن) كاهداف لتدريب على الأسلحة التقليدية، بينما تم وضع آخرين (معظمهم مدمرات وقوارب طوربيد) في الخدمة في أسطول قوات الحلفاء التي كانت تفتقر إلى السفن السطحية بعد الحرب. كلفت سفينة التدريب بارك يو أس سي جي سي إيجيل المعروفة سابقًا باسم هورست فيسل بالخدمة في أكاديمية خفر السواحل في الولايات المتحدة. حصلت البحرية البريطانية والفرنسية والسوفيتية على المدمرات وتسلمت البحرية الدنماركية والنرويجية بعض زوارق الطوربيد. وظفت البحرية الملكية الأطقم الألمانية ومزيلي الألغام الألمان خلال الفترة من يونيو 1945 إلى يناير 1948 بهدف إزالة الألغام،  تالفت إدارة إزالة الألغام الألمانية، GMSA، من 27000 عضو في كريغسمارينه السابقة و 300 سفينة.
تقاعدت كل المدمرات والطراد السوفيتي نورنبرغ في نهاية الخمسينيات، ولكن أعيدت خمس مدمرات مرافقة من الفرنسيين إلى البحرية الألمانية الغربية الجديدة في الخمسينيات من القرن الماضي ورفعت ثلاثة غواصات مغرقة من الفئة الثالثة والعشرون والفئة الواحدة والعشرون من ألمانيا الغربية وتم دمجها في البحرية الجديدة. في عام 1956، مع انضمام ألمانيا الغربية إلى حلف شمال الأطلسي تم إنشاء البحرية الجديدة التي يشار إليها باسم البوندزمارين (البحرية الفيدرالية). ذهب بعض قادة كريغسمرينه مثل Erich Topp وOtto Kretschmer للخدمة في البوندزمارين. تم تأسيس فولكسمارين (بحرية الشعب) في ألمانيا الشرقية في عام 1956. تقرر استخدام اسم دويتشه مارين (البحرية الألمانية) بعد إعادة توحيد ألمانيا في عام 1990.

## عمليات كبرى في الحرب
- (1940) - غزو مدمرات بحر الشمال
- عملية فيزروبونغ («تمرين فيزر») (1940) - غزو الدنمارك والنرويج
- جونو (1940) - عملية لتعطيل إمدادات الحلفاء إلى النرويج
- (1940) - أول عملية في المحيط الأطلسي للأدميرال هيبر
- برلين (1941) - رحلة بحرية في المحيط الأطلسي لشارنهورست وجنيزناو
- Rheinübung («تمرين الراين») (1941) - بسمارك وبرينز يوجين
- Doppelschlag («ضربة مزدوجة») (1942) - عمليات ضد قوافل الشحن التجارية قبالة سواحل نوفايا زيمليا من قبل الأدميرال شير والأدميرال هيبر
- Sportpalast (1942) - تم إلغاء العملية (بمشاركة البارجة تيربيتز) لمهاجمة قوافل القطب الشمالي
- Rösselsprung («الحصان حركة») (1942) - العملية (بمشاركة البارجة تيربيتز) لمهاجمة قافلة القطب الشمالي قافلةبي كيو 17
- Wunderland (1942) - عملية ضد قوافل الشحن التجارية في بحر كارا للأدميرال شير
- Paukenschlag ("Drumbeat" ("Beat of the Kettle Drum")؛ "Happy Happy Time") (1942) - حملة يو بوت قبالة الساحل الشرقي للولايات المتحدة
- Neuland ("New Land") (1942) - حملة على متن قارب في البحر الكاريبي ؛ أطلقت بالتعاون مع عملية Drumbeat
- Regenbogen ("Rainbow") (1942) - هجوم فاشل على قافلة القطب الشمالي JW-51B، من قبل الأدميرال هيبر ولوتزو
- Cerberus (1942) - تحرك السفن الرئيسية من بريست إلى المواني الرئيسية في ألمانيا (Channel Dash)
- Ostfront («الجبهة الشرقية») (1943) - اخر عملية لشارنهورست، لاعتراض القافلة JW 55B
- دومينو (1943) - إلغاء طلعة القطب الشمالي الثانية من قبل شارنهورست وبرينز يوجين والمدمرات
- Zitronella («مقتطف الليمون») (1943) - غارة على Spitzbergen المتحالفة مع الحلفاء (سفالبارد)
- حنبعل (1945) - عمليات الإخلاء من كورلاند ودانزيغ-بروسيا الشرقية وبروسيا الشرقية
- عملية الموتى (1945) - إغراق البحرية البريطانية -في فترة ما بعد الحرب- غواصات يو

## السفن

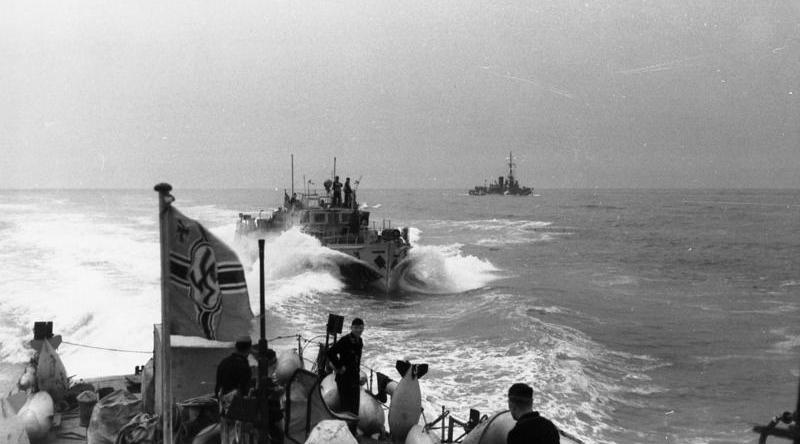
أر بوت تعمل بالقرب من ساحل فرنسا المحتلة عام 1941

مع بداية الحرب العالمية الثانية، كانت معظم أسطول كريغسمارينه سفن حديثة: سريعة ومسلحة ومجهزة بشكل جيد. وقد تحقق ذلك عن طريق غعادة التسليح السرية التي قامت بها ألمانيا النازية مستهزئة بمعاهدة فرساي في الحرب العالمية الأولى والخاصة بالمعاهدات البحرية المختلفة. ومع ذلك، عندما بدأت الحرب كانت البحرية الألمانية لا تزال في وضع غير مؤات من حيث الحجم الهائل لأعدائها الرئيسيين - قوات بحرية فرنسا وبريطانيا العظمى. على الرغم من أنه تم التخطيط لإعادة تسليح كبيرة للبحرية حسب الخطة زد، لكن كانت تعني بداية الحرب في عام 1939 أن الكميات الهائلة من المواد اللازمة لإعادة النسليح قد تم تحويلها إلى مناطق أخرى. دفع التباين الكبير في الحجم بالمقارنة مع القوى البحرية الأوروبية الأخرى قائد البحرية الألمانية جراند أدميرال إريش رايدر إلى الكتابة عن قواته البحرية بمجرد بدء الحرب. ". تمت إضافة عدد من السفن التي تم الاستيلاء عليها من الدول المحتلة إلى الأسطول الألماني مع تقدم مسار الحرب. على الرغم من أن ست وحدات رئيسية من البحرية الألمانية قد غرقت خلال الحرب (بارجتين من فئة بسمارك والسفن الحربية من فئة شارنهورست، وكذلك الطرادات الثقيلة)، لا يزال هناك العديد من السفن السطحية (وشملت أربعة طرادات ثقيلة وأربعة طرادات خفيفة) أواخر مارس 1945.

### السفن السطحية
كانت لسفن القتال الرئيسية للبحرية الألمانية (باستثناء غواصات يو) على النجو التالي:

#### حاملات الطائرات
بدأ بناء جراف زبلن في عام 1936 وبدأ بناء سفينة شقيقة لم تسمها بعد ذلك بعامين في عام 1938، ولكن لم يتم إكمال أي من هذه السفن. في عام 1942، تم بدء تحويل ثلاث سفن ركاب ألمانية (أوروبا و<i id="mwAjI">بوتسدام</i> و<i id="mwAjM">جنيزناو</i>) وطرادان غير مكتملتان تم تحويلهما إلى طراد مساعد: الطراد الفرنسي الخفيف المستولى عليه دي جراس والطراد الألماني الثقيل Seydlitz. في نوفمبر 1942، تم إيقاف تحويل سفن الركاب لأن هذه السفن أصبحت الآن بطيئة للغاية في عملياتها مع الأسطول. ولكن تم تحويل سفينة بوتسدام فقط إلى حاملة تدريب بدلاً من ذلك. في فبراير 1943، توقف كل العمل على الحاملات بسبب الفشل الألماني خلال معركة بحر بارنتس التي أقنعت هتلر بأن السفن الحربية الكبيرة كانت عديمة الفائدة.

#### البوارج
أكملت كريغسمرينه بناء أربع بوارج خلال وفترة جودها. وكلنت اولها البوارج من فئة شارنهورست المزودة بمدفع 11 بوصة، كانت هذه الفئة تضم البارجة شارنهورست والبارجة غيستابو الذين شاركا في غزو النرويج (عملية فيزروبونغ) في عام 1940، أثناء عمليات الإغارة على القوافل التجارية تضررت البارجة غيستابو بشدة من جراء غارة جوية بريطانية في عام 1942 وغرقت شارنهورست في معركة رأس الشمال في أواخر عام 1943. ولم يكن مصير زوج البوارج من فئة بسمارك المسلحة بمدافع من عيار 15 بوصة والتي تضم بسمارك وتيبيريز أفضل حالا. فقد غرقت بسمارك في <i id="mwAk8">طلعتها</i> الأولى في المحيط الأطلسي في عام 1941 (عملية راينوبونج) على الرغم من أنها <i id="mwAk8">أغرقت سفينة</i> القتال هود -فخر البحرية البريطانية- وألحقت أضرارا بالغة بالبارجة برنس اوف ويلز، في حين كان مقر البارجة تيبيريز في الموانئ النرويجية خلال معظم فترة الحرب وبقيت تشكل تهديد كبير للبحرية البريطانية منعها من نشر سفنها في تلك المنطقة، لذلك قامت القوات البريطانية بمهاجمتها طول فترة الحرب باساليب مختلفة منها الطائرات والغواصات حتى اغرقتها بضربة جوية. تم التخطيط لبناء المزيد من البوارج من الفئة اتش، ولكن تم التخلي عن الفكرة في سبتمبر 1939.

#### البوارج الجيبية (Panzerschiffe)
كانت «البوارج الجيبية» هي دويتشلاند (التي أعيدت تسميتها لوتزو) وضمت الأدميرال شير ، الاميرال جراف شبي. يفضل الخبراء اليوم تصنيفها كالطرادات الثقيلة كما صنفتها كريغسمرينه نفسها بطراد ثقيل (Schwere Kreuzer) في عام 1940. في استخدام اللغة الألمانية، تم تصميم هذه السفن الثلاث وبنائها كـ«سفن مصفحة» (بانزرشيف) - «سفينة حربية جيبية» حسب الكلمة الإنجليزية إنجليزية.
قام طاقم السفينة غراف شبي بتخريبها في معركة ريفر بلايت في مصب ريو دي لا بلاتا في ديسمبر 1939. ضربت الأدميرال شير في 9 أبريل 1945 وهي في الميناء في كييل وأصيبت بأضرار بالغة لا يمكن إصلاحها في الأساس وبقيت في مرساها حتى دفنت تحت الركام. تم قصف لوتزو (دويتشلاند سابقًا) في 16 أبريل 1945 في بحر البلطيق قبالة شوينيموندي غرب ستين، واستقرت في القاع الضحل. مع تقدم الجيش السوفيتي عبر أودر، تم تدمير السفينة في مكانها لمنع السوفيت من الاستفادة من أي شئ منها. تم تفكيك حطام السفينة بين عامي 1948-1949.

#### البوارج قبل المدرعة
استُخدمت بوارج لحرب العالمية الأولى ما قبل المدرعة سيليسيا وشليسفيغ هولشتاين أساسًا كسفن تدريب على الرغم من مشاركتهما أيضًا في العديد من العمليات العسكرية. تم تحويل Zähringen وهيس إلى سفن إستهداف موجهة بالراديو بين عامي 1928 و1930 على التوالي. تم الاستغناء عن هانوفر في عام 1931 وسجلت في السجل البحري في عام 1936. تم إلغاء خطط لتحويلها إلى سفينة أستهداف يتم التحكم فيها عن طريق الراديو بسبب اندلاع الحرب في عام 1939.

#### طرادات المعركة
ثلاثة طرادات المعركة من الفئة أوه التي تم طلبها في عام 1939، ولكن في نفس العام من بداية الحرب لم تكن هناك موارد كافية لبنائها.

#### الطرادات الثقيلة
Admiral Hipper وBlücher وPrinz Eugen
لم تستكمل: Seydlitz ووتزو

#### الطرادات الخفيفة

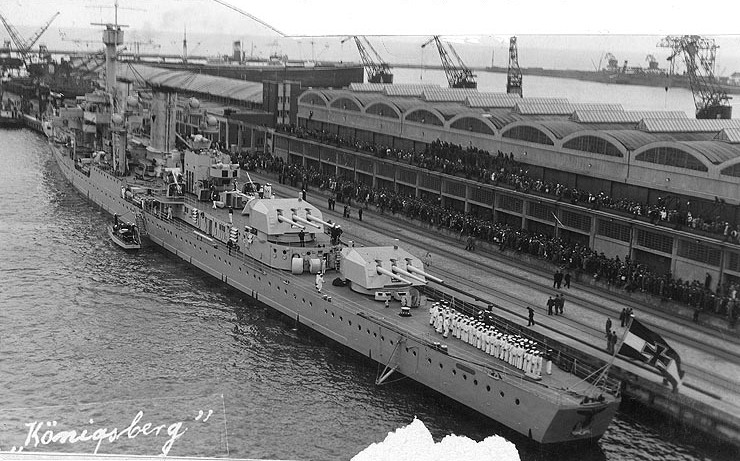
كنيغسبرغيزور غدينيا بولندا

مصطلح «طراد خفيف» هو اختصار لعبارة «طراد خفيف مدرع». تم تعريف الطرادات الخفيفة بموجب معاهدة واشنطن البحرية عن طريق عيار المدفع. يتم وصف الطراد الخفيف بسفينة صغيرة مدرعة بنفس وصف الطراد المدرع. بمعنى آخر، مثل الطرادات القياسية، تمتلك الطرادات الخفيفة حزامًا واقيًا وسطحًا واقيًا. قبل ذلك، تميل الطرادات الأصغر إلى أن تكون من طراز الطرادات المحمية وتمتلك فقط سطح السفينة المدرعة. كانت الطرادات الخفيفة التابعة البحرية الألمانية كما يلي:
- Emden
- Königsberg
- Karlsruhe
- Köln
- Leipzig
- Nürnberg

لم تستكمل: ثلاثة طرادات من الفئة أم
لم تكتمل: كيه أتش-1 وكيه أتش-2 (كروزر هولندا 1 و 2). تم أستولي عليه في هولندا عام 1940. واضيف كليهما للبحرية الألمانية.
بالإضافة إلى ذلك، استولى الألمان على طراد الطيار الخفيف نيوب في 11 سبتمبر 1943 بعد استسلام إيطاليا. بقيت في الخدمة في البرية الألمانية لفترة وجيزة قبل أن يتم تدميرها من قبل البريطانيين.

#### الطرادات المساعدة
خلال الحرب، تم تحويل بعض السفن التجارية إلى «طرادات مساعدة»، واستخدمت تسع سفن لعمل غارات تجارية أبحرت تحت أعلام زائفة لتجنب اكتشافها، وتم تشغيلها في جميع المحيطات. كان التصنيف الألماني للسفن هو "Handelstörkreuzer" وبالتالي تم تعيين سلسلة HSK. كان لكل منها أيضًا علامة إدارية تدل على هويتها، على سبيل المثال شيف 16 = أتلانتس، شيف 41 = كورموران.. إلخ. الطرادات المساعدة كانت:
- أوريون (HSK-1، شيف 36)
- أطلانتس (HSK-2، شيف 16)
- Widder (HSK-3، شيف 21)
- ثور (HSK-4، شيف 10)
- Pinguin (HSK-5، Schiff 33)
- Stier (HSK-6، Schiff 23)
- كوميت (HSK-7، شيف 45)
- كورومان (HSK-8، شيف 41)
- ميشيل (HSK-9، شيف 28)
- كورنيل (رقم HSK غير مخصص ، Schiff 14، لم ينشط أبدًا في عمليات المداهمة.)
- هانزا (HSK لم يتم تعيينه، Schiff 5، لم ينشط أبدًا في عمليات الهجوم، أستخدم كسفينة تدريب) [34]

#### المدمرات

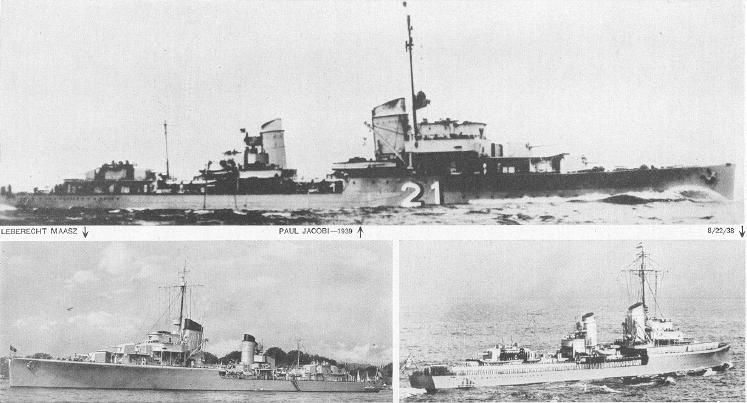
المدمرة

على الرغم من حداثة أسطول المدمرات الألمانية في الحرب العالمية الثانية (Zerstörer) كانت أكبر من المدمرات التقليدية للبحريات الأخرى إلا أنها كانت تواجه مشكلات. الفئات المبكرة كانت غير مستقرة، ورطبة في الطقس القاسي، وأنت من مشاكل في المحرك وكانت قصيرة المدى. تم حل بعض المشكلات مفيالتصميمات اللاحقة لكن تم وقف المزيد من التطورات بسبب الحرب، وبسبب هزيمة ألمانيا في نهاية المطاف. كانت تستخدم المدمرات أساسا لزرع حقول الألغام الهجومية في الممرات البحرية القريبة من الساحل البريطاني في السنة الأولى من الحرب العالمية الثانية. [بحاجة لمصدر]

#### زوارق الطوربيد

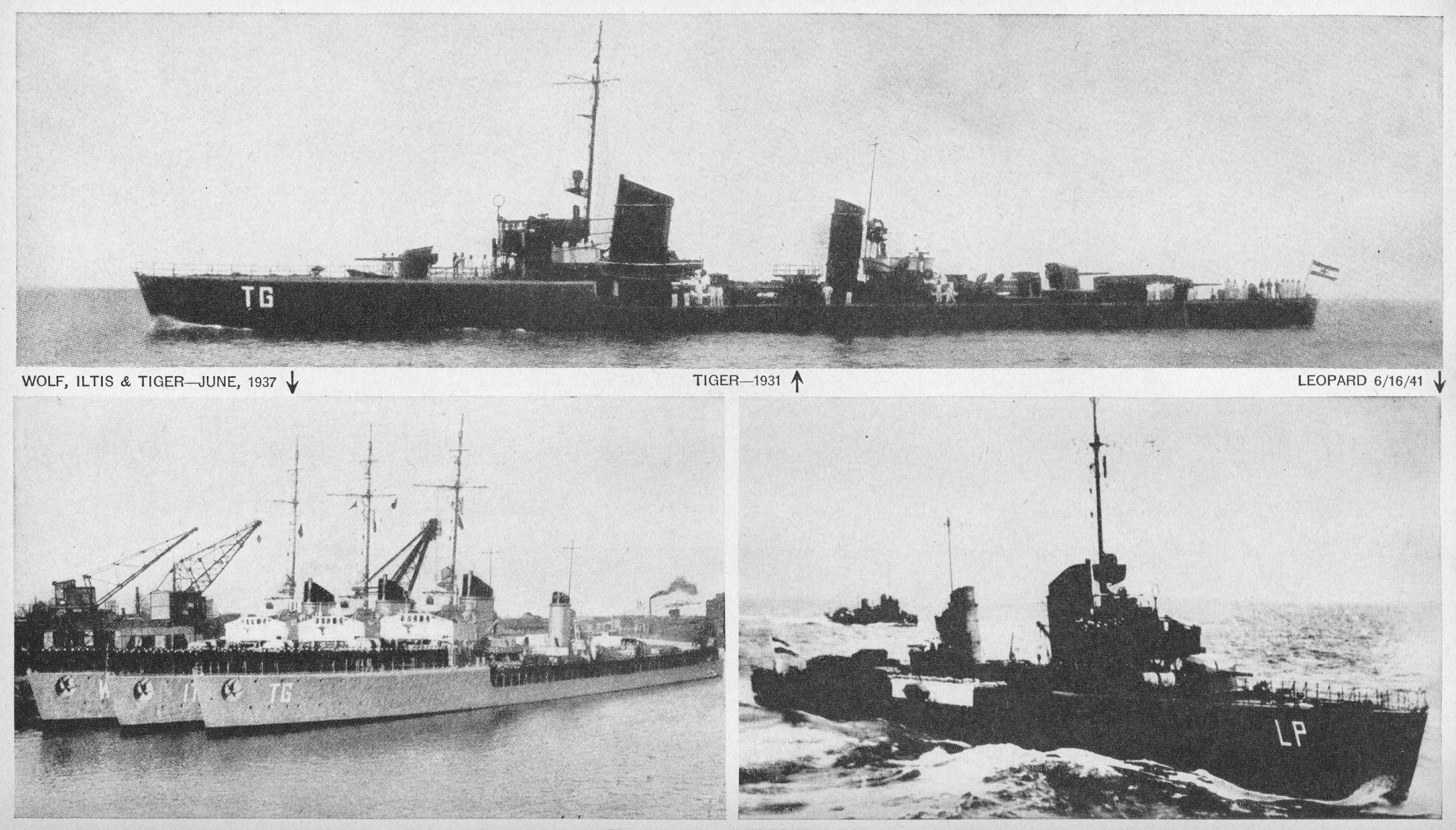
زوارق الطوربيد -

تطورت هذه السفن خلال ثلاثينيات القرن الماضي من السفن الصغيرة التي كانت تعتمد كليًا تقريبًا على الطوربيدات، إلى مدمرات صغيرة محملة بالألغام والطوربيدات والأسلحة. تم التخطيط لبناء فئتين من قوارب الطوربيد للأسطول ولكن لم يتم بناؤها في الأربعينيات.

#### إي-بوت (شنيلبوتي)
إي-بوت (الغواصات الإلكترونية) عبارة عن مركبة هجوم سريع مزودة بأنابيب طوربيد. تم بناء أكثر من 200 قارب من هذا النوع للبحرية الألمانية.

#### سفن الجنود
كاب أركوناGoya وGeneral von Steuben وMonte Rosa وWilhelm Gustloff.

#### متنوع
خدمت الآلاف من السفن الحربية الصغيرة والمساعدة في كريغسمرينه، بما في ذلك زارعات الألغام وكاسحات الغام ووسائل نقل الألغام، والبطاريات، وقيادة السفن وزوارق حربية وزوارق دورية ومركبة هبوط وسفن دعم الهبوط وسفن تدريب وسفن اختبار وزوارق استعادة طوربيد وزوارق إرسال وسفن وسفن حماية ومصايد الأسماك وسفن مسح وقوارب دفاع الميناء وسفن مستهدفة وسفن مراقبة الراديو وزوارق متفجرة بمحركات وسفن جوية وناقلات وكوليرز والمناقصات وسفن الإمداد والقاطرات والبوارج وكاسحات الجليد وسفن الإيواء والسفن والرافعات والأرصفة العائمة وغيرها الكثير. استخدمت كريغسمارينه المئات من الزوارق الدورية أثناء الحرب، ومعظمها من السفن المدنية التي تم تحويلها وتزويدها بالمعدات العسكرية، لاستخدامها في العمليات الساحلية.

### الغواصات (يو-بوت)

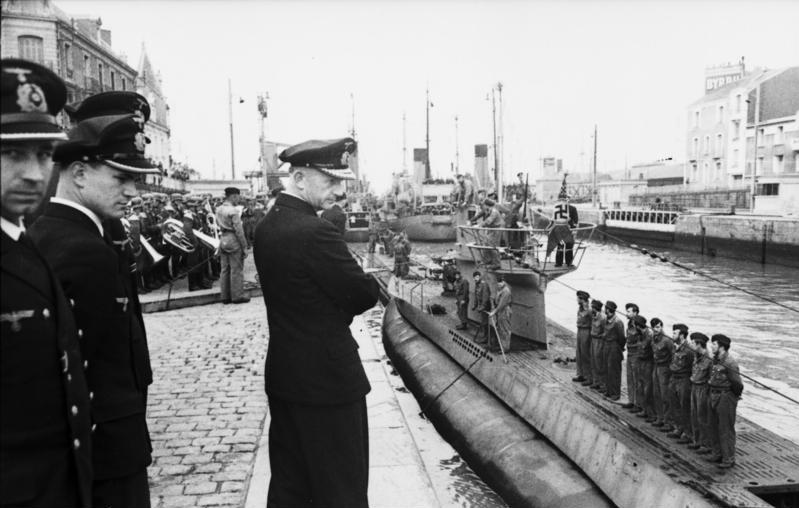
كارل دونيتز يتفقد قاعدة غواصة سان نازير في فرنسا، يونيو 1941

عند اندلاع الحرب، كان لدى كريغسمرينه أسطول صغير نسبيًا يتكون من 57 غواصة (يو بوت)  وقد زاد هذا الأسطول بشكل مطرد حتى منتصف عام 1943، عندما كانت الخسائر الناتجة عن تدابير الحلفاء المضادة مطابقة للعدد السفن الجديدة التي تم إطلاقها. وبنهاية الحرب كانت احواض بناء السفن الألمانية قد بنت 1163 غواصة. اتجهت ألمانيا إلى شن حرب غير محدودة بالغواصات ضد السفن التجارية الكندية والأمريكية القادمة لبريطانيا محملة بالبضائع في محاولة لتجويع بريطانيا وإجبارها علي الانسحاب من الحرب. كانت غواصات يو اقوي اذرع البحرية لتاييد ودعم العبور والإنزال تستخدم في الاصل لتدمير ومهاجمة السفن.
كانت فئات الغواصات الرئيسية هي الفئة التاسعة، وهي فئة تستخدم للعمليات بعيدة المدى يستخدم في الجزئين الغربي والجنوبي من المحيط الأطلسي والمحيط الهندي والمحيط الهادئ؛ وكانت الفئة السابعة هي أكثر الفئات عددا من الغواصات وبذات الفئة السابعة/سي، أستخدمت الفئة السابعة بشكل أساسي في شمال المحيط الأطلسي وتم بناء حوالي 700 غواصة من هذه الفئة تقريبا. وكانت الفئة العاشرة عبارة عن فئة صغيرة من الغواصات الصغيرة أما الفئة الرابعة عشر كانت نوعًا متخصصًا يستخدم لدعم عمليات الغواصات البعيدة (عمليات التزود بالوقود وغيرها من الخدمات اللوجستية).
كانت الفئتين الحادية والثالثة والعشرون «إلكتروبوت»، التي ألغت الكثير من التكتيكات والتقنيات المضادة للغواصات التي أستخدمها الحلفاء، لكن القليل من هذه الفئات الجديدة من غواصات يو كانت جاهزًة للقتال في نهاية الحرب. بعد الحرب، أصبحت النماذج الأولية للغواصات الحديثة، ولا سيما الغواصات من فئة ويسكي السوفياتية.
بنهاية الحرب كان قد تم تدمير وإغراق معظم اسطول الغواصات الألمانية بواسطة الحلفاء خلال الحرب العالمية الثانية، وفقدت حوالي 60٪ من جميع غواصات يو التي دخلت الخدمة أثناء المعارك؛ قُتل 28,000 من طواقم الغواصات البالغ 40,000 خلال الحرب وتم أسر 8000. تم تسليم ما تبقى من غواصات يو إلى الحلفاء أو تم إغراقها من قبل طواقمها في نهاية الحرب. بدأت البحرية البريطانية في 11 نوفمبر 1945 في إغراق الغواصات الألمانية في عملية الموتى والتي استمرت حتي فبراير 1946 حيث قامت بإغراق حوالي 116 غواصة في هذه الفترة. أما باقي الغواصات ال38 التي نجت من هذا المصير والتي كانت حالتها الفنية جيدة فتم توزيعها علي البحريات البريطانية والفرنسية والنرويجية والسوفيتية.
| 273433 طن (47 سفينة غرقت)                                                                 | أوتو كريتشر            |
| 225,712 طن (43 سفينة)                                                                     | وولفجانج لوث           |
| 193,684 طن (34 سفينة)                                                                     | إريك توب               |
| 186.064 طن (29 سفينة)                                                                     | كارل فريدريش ميرتين    |
| 171,164 طن (34 سفينة)                                                                     | فيكتور شوتز            |
| 171122 طن (26 سفينة)                                                                      | هربرت شولتز            |
| 167,601 طن (28 سفينة)                                                                     | جورج لاسين             |
| 166,596 طن (22 سفينة)                                                                     | هاينريش ليمان-ويلنبروك |
| 162333 طن (30 سفينة)                                                                      | هاينريش ليبي           |
| 160939 طنا (28 سفينة)، بالإضافة إلى البارجة البريطانية أتش أم أس أوك رويال داخل سكوبا فلو | غونتر برين             |

أسفرت الحملات العسكرية في أوروبا عن الإستيلاء على عدد كبير من السفن والتي كان الكثير منها قيد الإنشاء. من بين الدول الممثلة النمسا (المراكب النهرية) وتشيكوسلوفاكيا (المراكب النهرية) وبولندا والنرويج والدنمارك وهولندا وبلجيكا وفرنسا ويوغوسلافيا واليونان والاتحاد السوفياتي والمملكة المتحدة والولايات المتحدة (زورق إنزال) وإيطاليا (بعد الهدنة). تم الانتهاء من عدد قليل من السفن غير المكتملة بحجم مدمرة أو أكبر، ولكن تم الانتهاء من العديد من السفن الحربية الصغيرة زالسفن المساعدة وتم تكليفهم في كريغسمارينه خلال الحرب. بالإضافة إلى ذلك، تم تحويل العديد من السفن المدنية الأجنبية التي تم الاستيلاء عليها (سفن تجارية وقوارب الصيد وغيرها) إلى سفن حربية مساعدة أو سفن دعم وإسناد.

## سفن العدو الرئيسية المغرقة أو المدمرة
أول سفينة حربية غرقت في الحرب العالمية الثانية كانت المدمرة ORP Wicher التابعة للحرية البولندية عن طريق القاذفة الانقضاضية يونكرز يو 87 التابعة لمجموعة النقل الجوي لحاملة الطائرات جراف زبلن في 3 سبتمبر 1939. كانت هذه المجموعة الجوية المحمولة تابعة ل (Trägergeschwader 186) جزءًا من سلاح الجو الألماني لوفتفافه ولكنها كانت تحت قيادة البحرية الألمانية كريغسمرينه في ذلك الوقت.
| Ship                                              | Type                   | Date           | Action |
| ------------------------------------------------- | ---------------------- | -------------- | --- |
| أتش أم أس Courageous (البحرية الملكية البريطانية) | حاملة طائرات الأسطول   | 17 سبتمبر 1939 | طوربيد بواسطة غواصة يو-29 |
| أتش أم أس Royal Oak (البحرية الملكية البريطانية)  | بارجة                  | 14 أكتوبر 1939 | طوربيد بواسطة غواصة يو-47 |
| HNoMS Eidsvold (القوة البحرية الملكية النرويجية)  | سفينة دفاع الساحلي     | 9 أبريل 1940   | Torpedoed in Narvik harbor by destroyer Z21 Wilhelm Heidkamp |
| HNoMS Norge (القوة البحرية الملكية النرويجية)     | Coastal defence ship   | 9 أبريل 1940   | Torpedoed in Narvik harbor by destroyer Z11 Bernd von Arnim |
| Jaguar (البحرية الفرنسية)                         | مدمرة كبيرة            | 23 مايو 1940   | Torpedoed by torpedo boats (E-boats) S21 and S23 |
| أتش أم أس Glorious (البحرية الملكية البريطانية)   | Fleet aircraft carrier | 8 يونيو 1940   | Sunk by battleships Gneisenau and Scharnhorst |
| أتش أم أس Hood (البحرية الملكية البريطانية)       | بارجة                  | 24 مايو 1941   | Sunk by the battleship Bismarck |
| أتش أم أس Ark Royal (البحرية الملكية البريطانية)  | Fleet aircraft carrier | 14 نوفمبر 1941 | دمرت بواسطة غواصة يو-81 في 13 نوفمبر، sank while under tow to Gibraltar |
| HMAS Sydney (Rالبحرية الملكية الأسترالية)         | الطراد الخفيف          | 19 نوفمبر 1941 | Sunk by Kormoran. The Kormoran was also sunk in the battle. |
| أتش أم أس Dunedin (البحرية الملكية البريطانية)    | الطراد الخفيفة         | 24 نوفمبر 1941 | دمرت بواسطة غواصة يو-124 |
| أتش أم أس Barham (البحرية الملكية البريطانية)     | بارجة                  | 25 نوفمبر 1941 | دمرت بواسطة غواصة يو-331. While the attack on the ship was recorded, the Kriegsmarine were unaware that it had been sunk until 27 January 1942 when the British Admiralty admitted Barham's loss. |
| أتش أم أس Galatea (البحرية الملكية البريطانية)    | طراد خفيف              | 14 ديسمبر 1941 | دمرت بواسطة غواصة يو-557 |
| أتش أم أس Audacity (البحرية الملكية البريطانية)   | Escort Carrier         | 21 ديسمبر 1941 | دمرت بواسطة غواصة يو-751 |
| أتش أم أس Naiad (البحرية الملكية البريطانية)      | طراد خفيف              | 11 مارس 1942   | دمرت بواسطة غواصة يو-565 |
| أتش أم أس Edinburgh (البحرية الملكية البريطانية)  | طراد خفيف              | 2 مايو 1942    | Torpedoed by U-456 and destroyers Z7 Hermann Schoemann, Z24 and Z25, abandoned and scuttled |
| أتش أم أس Hermione (البحرية الملكية البريطانية)   | طراد خفيف              | 16 يونيو 1942  | دمرت بطوربيد من غواصة يو-205 |
| أتش أم أس Eagle (البحرية الملكية البريطانية)      | Aircraft Carrier       | 11 أغسطس 1942  | دمرت بطوربيد من غواصة يو-73 |
| أتش أم أس Avenger (البحرية الملكية البريطانية)    | Escort Carrier         | 15 نوفمبر 1942 | دمرت بطوربيد من غواصة يو-155 |
| أتش أم أس Welshman (البحرية الملكية البريطانية)   | Minelaying cruiser     | 1 فبراير 1943  | Torpedoed by يو-617 |
| أتش أم أس Abdiel (البحرية الملكية البريطانية)     | Minelaying cruiser     | 10 سبتمبر 1943 | Sunk by mines in Taranto harbor while operating as a transport. The mines laid by torpedo boats (E-boats) S54 and S61                                                                             |
| أتش أم أس Charybdis (البحرية الملكية البريطانية)  | طراد خفيف              | 23 أكتوبر 1943 | Torpedoed by torpedo boats T23 and T27 |
| أتش أم أس Penelope (البحرية الملكية البريطانية)   | طراد خفيف              | 18 فبراير 1944 | دمرت بطوربيد من غواصة يو-410 |
| USS Block Island (بحرية الولايات المتحدة)         | Escort Carrier         | 29 مايو 1944   | دمرت بطوربيد من غواصة يو-549 |
| أتش أم أس Scylla (البحرية الملكية البريطانية)     | طراد خفيف              | 23 يونيو 1944  | Mine hit, declared a constructive total loss |
| ORP Dragon (البحرية البولندية)                    | طراد خفيف              | 7 يوليو 1944   | Torpedoed by a Neger manned torpedo, abandoned and scuttled |
| أتش أم أس Nabob (البحرية الملكية البريطانية)      | Escort carrier         | 22 أغسطس1944   | Torpedoed by U-354, judged not worth repairing, beached and abandoned |
| أتش أم أس Thane (البحرية الملكية البريطانية)      | Escort carrier         | 15 يناير 1945  | Torpedoed by U-1172, declared a constructive total loss |

## التنظيم

### هيكل القيادة
كان أدولف هتلر القائد الأعلى لجميع القوات المسلحة الألمانية، بما في ذلك كريغسمارينه. تمت ممارسة سلطته من خلال القيادة العليا للقوات البحرية، مع القائد الأعلى (Oberbefehlshaber der Kriegsmarine)، ورئيس الأركان العامة للبحرية (شيف ديس ستابس دير Seekriegsleitung) ورئيس العمليات البحرية (Chef der Operationsabteilung). أول قائد للقوات المسلحة في القيادة العليا للقوات البحرية كان إريش رايدر الذي كان القائد الأعلى للكريغسمارينه عندما تم إعادة تسميتها تنظيمها في عام 1935. شغل رايدر هذا المنصب حتى وقع مع هتلر بعد الفشل الألماني في معركة بحر بارنتس. حل محله كارل دونيتز في 30 يناير 1943 الذي تولى القيادة حتى تم تعيينه رئيسًا لألمانيا بعد انتحار هتلر في أبريل 1945. كان هانز جورج فون فريدبرج قائدًا لقوات القيادة العليا للقوات البحرية لفترة قصيرة من الوقت حتى استسلمت ألمانيا في مايو 1945.
قسمت قيادة البحرية إلى أقاليم وأسراب وأساطيل مؤقتة. غطت القيادة الإقليمية مناطق بحرية مهمة وكانت نفسها مقسمة حسب الضرورة. قادها أميرال عام أو أدميرال. كان هناك Marineoberkommando لأسطول البلطيق ونورد ونوردسي والنرويج وأوست/أوستسي (البلطيق سابقا) وسود وويست. استخدام كريغسمرينه شكلا من أشكال الترميز دعي Gradnetzmeldeverfahren للدلالة على المناطق على الخريطة.
كان لكل سرب (منظم حسب نوع السفينة) هيكل قيادة مع مسؤول خاص بها. كانت الأوامر هي البوارج والطرادات والمدمرات والغواصات (فوهرر الغواصات) وقوارب الطوربيد وكاسحات الألغام وقوات الاستطلاع وقوات الأمن البحرية والأسلحة الكبيرة والأسلحة اليدوية والأسلحة القزمية.
العمليات البحرية الكبرى كانت تحت قيادة Flottenchef. سيطر Flottenchef على الأسطول، وقام بتنظيم أعماله أثناء العملية. كانت الأوامر بطبيعتها مؤقتة.
كان مكتب تصميم السفن في كريغسمارينه، المعروف باسم مارينيمت يديره ضباط ذوو خبرة في الخدمة البحرية وليس في تصميم السفن، في حين أن المهندسين البحريين الذين قاموا بعمل التصميم الفعلي لديهم فقط فهم نظري لمتطلبات التصميم. ونتيجة لذلك، ابتلي أسطول السطح الألماني بعيوب في التصميم طوال الحرب.
تم إجراء الاتصال باستخدام نظام دوارات ثماني الترميز آلة إنجما (يتحرك الدوّار باتجاه عقارب الساعة خطوة واحدة مع كل ضربة على الأزرار، ويتحرك الدوّار المجاور بين الفينة والأخرى).

### الوحدات الجوية
قامت لوفتفافه باحتكار شبه كامل لجميع الطيران العسكري الألماني، (أراد جورينج التحكم بكل شئ يطير في ألمانيا بوصفه قائدا لللوفتفافه) بما في ذلك الطيران البحري، وهو مصدر رئيسي للتنافس المستمر بين سلاحي الطيران والبحرية. كانت الطائرات العائمة المنطلقة عن طريق منجنيق مثل طائرات أرادو هارون 196 -أحادية السطح منخفضة الجناح تستخدم للإستطلاع الجوي -تدار بواسطة ما يسمى Bordfliegergruppen («مجموعة تحلق على متن السفن»). بالإضافة إلى ذلك، قامت Trägergeschwader 186 (جناح النقل الجوي 186) بتشغيل مجموعة Gruppen (مجموعة الدعم I/186 و مجموعة الدعم II/186)  مجهزة بطائرات مسرشميت بي اف 109 ويونكرز يو 87؛ كان الهدف من هذه الوحدات هو الخدمة على متن حاملة الطائرات جراف زبلن التي لم يكتمل بنائها إطلاقا، ولكنها زودت البحرية ببعض القوة الجوية من قواعد أرضية. وعلاوة على ذلك، خمس مجموعات ساحلية (Küstenfliegergruppen) مجهزة بطائرات استطلاع وقاذفات طوربيد وكاسحات الغام وطائرات إنقاذ جوي-بحري، على الرغم من توفر موارد أقل مع تقدم الحرب.

### المدفعية الساحلية ووحدات الرادار والمدفعية المضادة للطائرات
تمركزتالبطاريات الساحلية لكريغسمارينه على السواحل الألمانية. عندما تم غزو واحتلال دول أخرى كانت المدفعية الساحلية متمركزة على طول سواحل هذه البلدان، وخاصة في فرنسا والنرويج كجزء من الجدار الأطلسي. تمت حماية القواعد البحرية بواسطة بطاريات فلاك لدفاع الجوي للكريغسمارينه ضد غارات العدو الجوية. كما أشرفت كريغسمرينه على الرادارات البحرية Seetakt على السواحل.

### مشاة البحرية
قامت مشاة البحرية Stoßtrupp Kompanie (شركة قوات المارينز البحرية) بإنزال في بداية الحرب العالمية الثانية في 1 سبتمبر 1939، أنزلت في غدانسك من سفينة حربية قديمة تدعى شليسفيغ هولشتاين لغزوها معقلًا بولنديًا في فيستربلات. هبطت فصيلة من سلاح البحرية Stoßtrupp Kompanie مع جنود الجيش الألماني من مدمرات في 9 أبريل 1940 في نارفيك. في يونيو 1940، تم نقل كتيبة مارين ستراوب أبتيلونج (كتيبة قوات الهجوم البحري) من فرنسا إلى جزر القنال لاحتلال هذه الأراضي البريطانية.
في سبتمبر 1944 حاولت الوحدات البرمائية -لكن من دون جدوى- الاستيلاء على جزيرة سورساري الاستراتيجية في خليج فنلندا الحليفة السابقة (عملية تان أوست أو عملية الشوح الشرقي).
مع غزو نورماندي في يونيو 1944 والتقدم السوفيتي من صيف عام 1944، بدأ كريسمارينه في تكوين أفواج وفرق للمعارك على الأرض من أفراد زائدين عن الحاجة. مع فقدان القواعد البحرية بسبب تقدم الحلفاء أتيح المزيد والمزيد من أفراد القوات البحرية للقوات البرية من كريغسمارينه. تم إنشاء حوالي 40 فوجًا ومن يناير 1945 ستة فرق. تم امتصاص نصف الأفواج في الفرق.

### القوة البشرية
| الفئة                  | قوة    |
| ---------------------- | ------ |
| ضباط مكلفون            | 22000  |
| ضباط (Wehrmachtbeamte) | 14000  |
| ضباط الصف والبحارة     | 613000 |

### الرتب والزي الرسمي

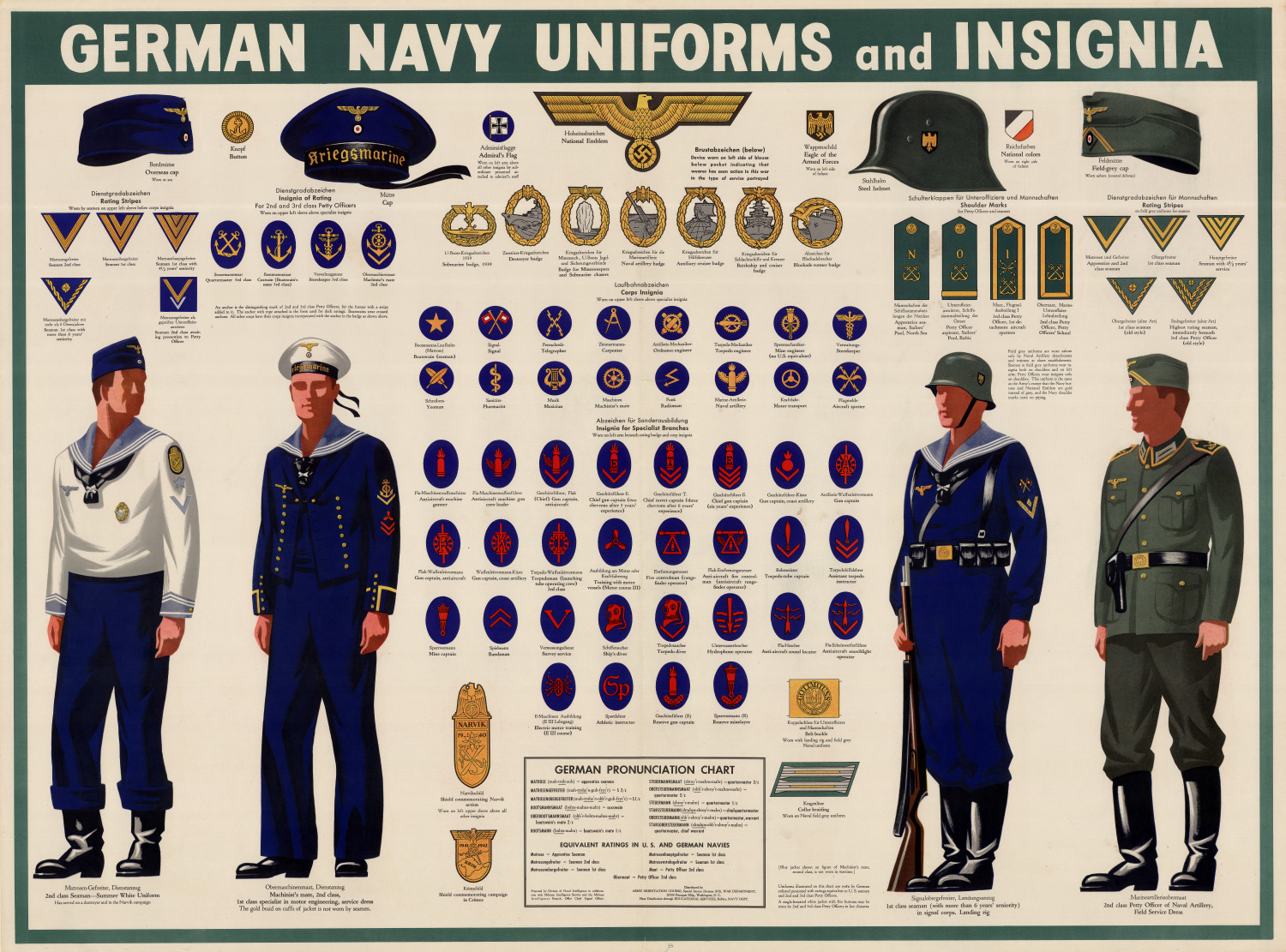
زي كريغسمارينه الرسمي وشارات الرتب العسكرية

تم ارتداء العديد من الأشكال المختلفة للزي العسكري من قبل أفراد كريغسمارينه. وهذه قائمة من بأهمها:
- Dienstanzug «بدلة عسكرية»
- kleiner Dienstanzug زي عسكري أقل
- Ausgehanzug «بدلة الخروج»
- Sportanzug زي رياضي
- Tropen-und Sommeranzug «البدلة الشتوية والصيفية» - Suitالزي الزي الرسمي للمناخات الساخنة
- große Uniform زي موحد
- kleiner Gesellschaftsanzug «بدلة حفلة صغيرة»
- großer Gesellschaftsanzug كامل اللباس الموحد

## روابط خارجية
- "German U-Boats and Battle of the Atlantic". uboataces.com. مؤرشف من الأصل في 2019-05-15. اطلع عليه بتاريخ 2007-01-20.
- "Kriegsmarine History". german-navy.de. مؤرشف من الأصل في 2019-06-06. اطلع عليه بتاريخ 2007-01-20.
- Helgason، Guðmundur. "The U-boat War 1939–1945". German U-boats of WWII - uboat.net. مؤرشف من الأصل في 2019-09-15. اطلع عليه بتاريخ 2007-01-20.
- "Bismarck & Tirpitz". bismarck-class.dk. مؤرشف من الأصل في 2019-11-30. اطلع عليه بتاريخ 2007-01-20.
- "Deutschland in Spanish Civil War". bismarck-class.dk. مؤرشف من الأصل في 2017-11-08. اطلع عليه بتاريخ 2007-01-20.
- ألبوم صور لأعضاء طاقم كريجسمارين مينيلير «رولاند». صور من minelayers في المهام القتالية ومختلف سفن Kriegsmarine.